# 221 av. J.-C.
Cette page concerne l'année 221 av. J.-C. du calendrier julien proleptique.

## Événements

### Asie
- Conquête de Qi par Qin. L'unification de la Chine sous son premier empereur Qin Shi Huang (Che Houang-Ti) met fin à 180 années de guerre (à partir de 403 av. J.-C.), depuis l'émergence de sept royaumes au Ve siècle av. J.-C. Début de la dynastie Qin (fin en 206 av. J.-C.)[1].
  - Le roi de Qin Zheng devient le premier empereur de Chine sous le nom de Qin Shi Huangdi. Son ministre Li Si lui conseille de diviser ses domaines en trente-six commanderies confiées à des gouverneurs afin d’éliminer les grands féodaux et d’accroître l’autorité centrale[2]. La monnaie (la sapèque de cuivre, ronde et percée d’un trou carré), les lois, l’écriture (sous la forme xiaozhuan, "petite sigillée"), la largeur des essieux (création d’un système routier uniforme) et les poids et mesures sont standardisés sur le modèle de Qin pour renforcer le pouvoir central.
  - L’actuelle Xianyang, sur la rive gauche de la Wei, devient capitale de la Chine et la noblesse est tenue de s’y installer dans des répliques de ses palais. 120 000 familles de la noblesse y auraient été déplacées[3]. Les remparts des villes sont abattus et les armes saisies.
  - La priorité est donnée à la production agricole. Toutes les activités marchandes sont réprimées et les plus gros revenus commerciaux sont concentrés aux mains de l’État. Les riches marchands, possesseurs d’ateliers pour la fonte du fer, sont déportés dans le sud du Shaanxi et au Sichuan, et d’après les textes, 200 000 familles de petits et de grands commerçants auraient été transférées au pays de Shu et dans la région de Nanyang, au sud de l’actuel Luoyang, où ils sont sans doute astreints aux travaux des champs[4].

### Proche-Orient
- Été : Antiochos III marche par la plaine de la Bekaa vers les forteresses de Gerrah et Brochoi pour envahir la Coelésyrie, mais doit se retirer devant la réaction du général lagide, l'Étolien Theodotos, et quand il apprend la défaite de l'armée qu'il a envoyée contre Molon, satrape de Médie[5]. Début de la Quatrième guerre de Syrie entre Séleucides et Lagides.

### Europe

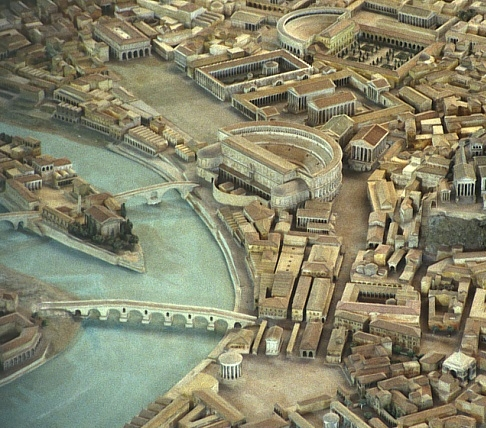
Le Circus Flaminius, maquette du musée de la civilisation romaine à Rome.

- 27 avril (15 mars du calendrier romain) : début à Rome du consulat de Publius Cornelius Scipio Asina et Marcus Minucius Rufus[6].
  - Soumission de l’Istrie par les Romains[6].
  - Le censeur Caius Flaminius Nepos fait construire le Circus Flaminius sur le Champ de Mars, à Rome[7].
- Mai : Cléomène III, roi de Sparte vaincu, se réfugie en Égypte et meurt peu après[8] (suicide ou assassinat ?).
- Été : Philippe V succède à Antigonos III comme roi de Macédoine à l'âge de 17 ans (fin en 179 av. J.-C.)[9].
- Septembre-octobre[10] : Hannibal, fils d’Hamilcar Barca, devient commandant en chef des Carthaginois après l’assassinat d’Hasdrubal le Beau[11]. Il met en place un État de type hellénistique et porte la conquête en Ibérie jusqu’au Tage. Les Barcides mènent une politique d’assimilation, épousent des princesses ibères, frappent des monnaies où ils apparaissent en rois, la tête ceinte du diadème.
- Automne : en péninsule Ibérique, les Olcades sont attaqués par Hannibal[10]. Leur capitale Cartala (Althia selon Polybe) est prise et mise à sac[12], ce qui entraîne la reddition des autres cités.

## Décès
- Septembre-octobre : Hasdrubal le Beau[13].
- Bérénice II d'Égypte.
- Antigone III Doson.